# Veblen, Dakota de Sud
Veblen este o localitate din comitatul Marshall, statul Dakota de Sud, Statele Unite ale Americii. Populația era în anul 2000, la data recensământului din anul 2000, efectuat de United States Census Bureau, de 281 de persoane.

## Geografie
Conform datelor furnizate de Biroul de Recensăminte, localitatea are o suprafață totală de 0,8 km² (sau 0.3 mi²), doar uscat. Codul poștal al localității Veblen (în engleză, ZIP code) este 57270 iar codul de plasare teritorială (în engleză, FIPS place code) este 66540.

## Demografie
Conform recensământului censusGR2 din anul 2000, în Veblen existau 281 de persoane, 141 de locuințe și 73 de familii. Densitatea populației era de 350.0/km² (sau 915.8/mi²).  Existau 167 de unități de locuit cu o densitate medie de 208.0/km² (sau 544.2/mi²).  Compoziția rasială a localității era de 81.49% albi, 15.30% nativi americani, 2.49% from alţii și 0.71% s-au identificat ca aparținând la două sau mai multe rase.